# Désiré-Joseph Mercier
Désiré Félicien François Joseph Mercier (Eigenbrakel, 21 november 1851 - Brussel, 23 januari 1926) was een Belgische wijsgeer, aartsbisschop, metropoliet en kardinaal.
Désiré Mercier werd geboren in het Waals-Brabantse Eigenbrakel, waar zijn grootvader meer dan dertig jaar lang burgemeester was. Hij volgde zijn middelbare studies aan het Mechelse Sint-Romboutscollege, waar hij Nederlands leerde.

## Priester en hoogleraar
Hij werd tot priester gewijd op 4 april 1874 en was eerst leraar aan het seminarie te Mechelen en werd in 1882 titularis van de op verzoek van paus Leo XIII te Leuven opgerichte leerstoel voor thomistische wijsbegeerte. Hier beoogde hij het programma uit te voeren dat door de encycliek Aeterni Patris uit 1879 was voorgehouden: de wijsbegeerte van Thomas van Aquino laten herleven, haar harmoniëren met de toenmalige stand van de wetenschap en haar invloed uitbreiden over de sociale disciplines. Het succes van zijn onderwijs verzekerde hem pauselijke steun bij de oprichting van het Hoger Instituut voor Wijsbegeerte aan de Katholieke Universiteit Leuven, waarvan hij voorzitter werd in 1889.

## Aartsbisschop en kardinaal
Op 7 februari 1906 werd hij tot aartsbisschop van Mechelen benoemd en in 1907 tot kardinaal gecreëerd. Hij bleef aartsbisschop tot aan zijn dood in 1926.
Meteen na zijn aanstelling publiceerden de Belgische bisschoppen de door hem persoonljk geredigeerde Instructions aux Directeurs et  aux professeurs des collèges libres d'humanités, waarin als taal voor het hoger onderwijs duidelijk het Frans werd gepropageerd, tot grote ontgoocheling van de cultuurflaminganten.
Na de publicatie van de encycliek Pascendi Dominici gregis van paus Pius X in september 1907, voegde hij bij de vastenbrief van 1908 een herderlijk schrijven over het modernisme.
Vóór de Eerste Wereldoorlog liet hij zich actief in met het politieke leven: hij identificeerde de belangen van de katholieken in België met de door de Franstalige bourgeoisie beheerste Katholieke Partij, die hem de beste waarborg leek voor de vrijheid van de Kerk en een afweermiddel tegen een antireligieus marxisme.
Hij werd bekend door zijn moedige houding ten opzichte van de Duitsers tijdens de Eerste Wereldoorlog. Door zijn herderlijke brieven, waarin het verzet van de bevolking tegen de Duitse bezetting tot uiting kwam, kreeg hij groot aanzien in eigen land en bij de Geallieerden. Zo werd in januari 1915 vanop vele kansels zijn kerstschrijven Vaderlandsliefde en standvastige lijdzaamheid voorgelezen, waarin de gelovigen vernamen dat ze de bezettende macht geen eerbied noch onderhorigheid verschuldigd waren. Mercier werd hierin niet gesteund door het episcopaat en ontliep slechts nipt een arrestatiebevel door Moritz von Bissing. Het weerhield hem er niet van in 1916 de deportaties van arbeiders naar Duitsland te veroordelen. Bij de patriottische Belgen was zijn reputatie ijzersterk.

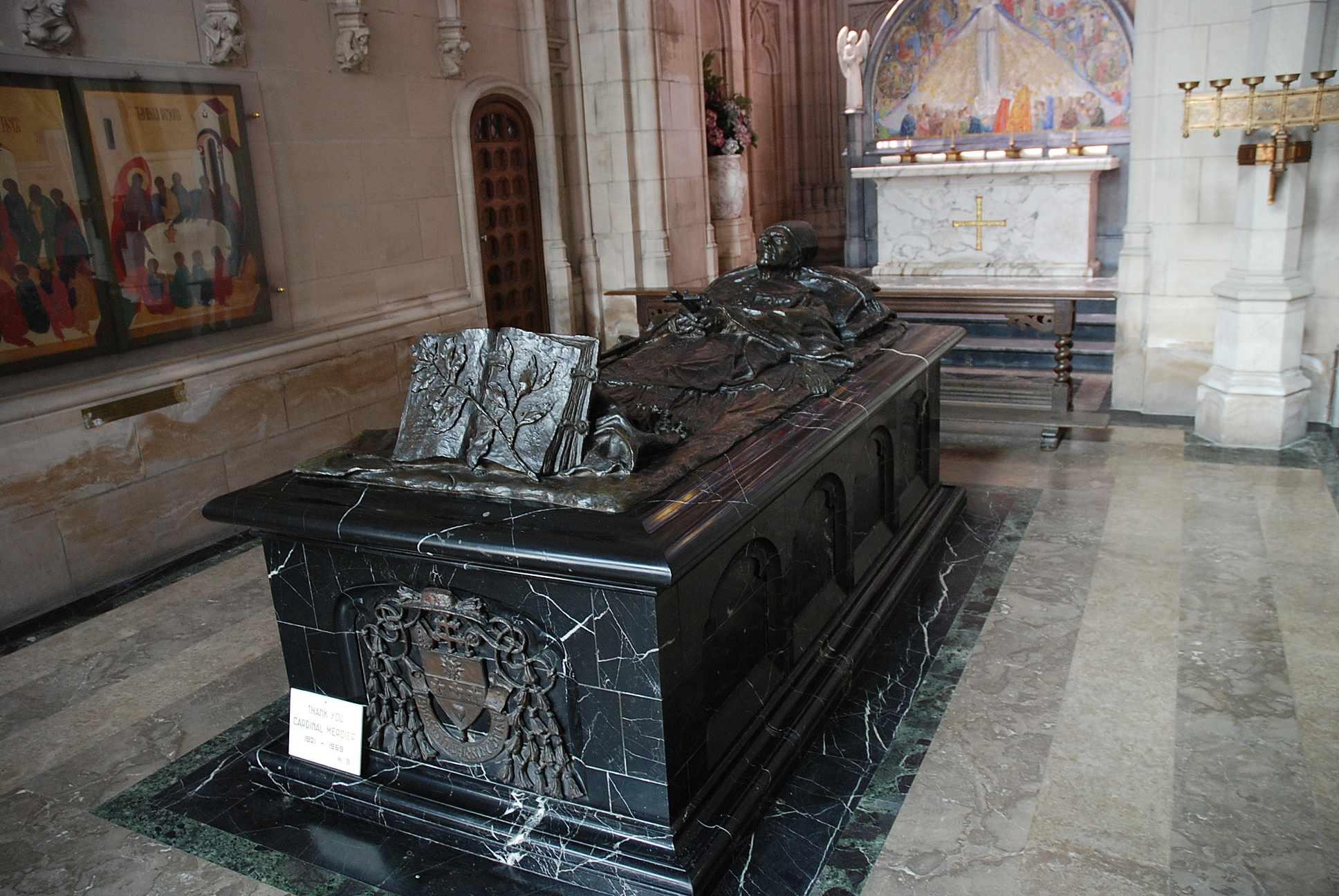
Het praalgraf van Kardinaal Mercier in de Sint-Romboutskathedraal te Mechelen

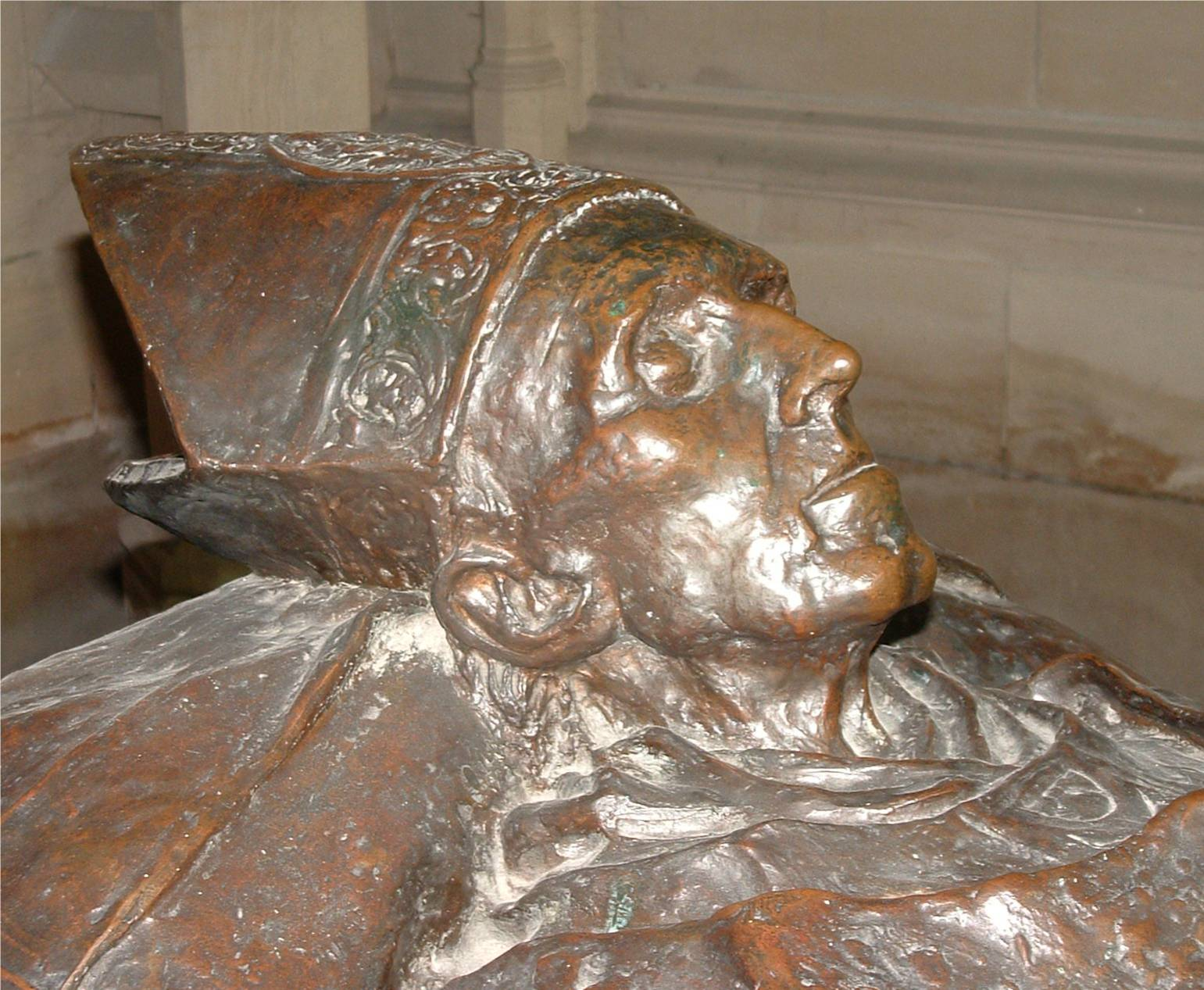
Het praalgraf van Kardinaal Mercier in de Sint-Romboutskathedraal te Mechelen (detail)

Na 1918 toonde hij zich meer bezorgd om nationale eenheid, uit hoofde waarvan hij de eisen van de Vlaamse Beweging bestreed en zich onder meer sterk verzette tegen de vernederlandsing van het onderwijs in Vlaanderen, en in het bijzonder van het universitair onderwijs. Met de leiders van die Vlaamse Beweging had hij dan ook een zeer moeizame relatie. Mercier had geen principiële bezwaren tegen het Nederlands, maar bleef niettemin overtuigd van de intellectuele superioriteit van het Frans als cultuur- en wetenschapstaal. Mercier was ook bezorgd om de problemen van de gehele Kerk: hij stichtte in 1920 de Union Internationale d'Études Sociales, die in 1927 een Code Social publiceerde, en in 1921, 1923 en 1925 zat hij de Mechelse besprekingen voor die, op initiatief van Charles Wood, 2nd Viscount Halifax, de voorwaarden onderzochten voor een hereniging van de Anglicaanse en de Katholieke Kerk. Mercier hield zijn superieuren te Rome nauwgezet op de hoogte van het verloop van elk van de vier sessies en kreeg hiervoor ook het fiat, op voorwaarde dat de gesprekken hun informele karakter behielden en nooit officiële onderhandelingen werden.
De encycliek Mortalium Animos van paus Pius XI op 6 januari 1928 maakte een einde aan deze eerste stap op het pad van de oecumene.

## Honoraria

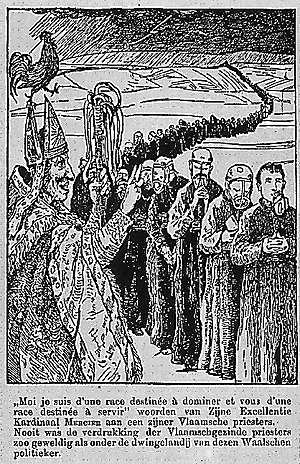
Karikatuur van Mercier (1906), met als tekst (citaat vertaald uit het Frans en Nederlandse commentaar in oude spelling): '"Ik ben van een ras dat voorbestemd is om te heersen en u van een ras dat voorbestemd is om te dienen", woorden van Zijne Excellentie Kardinaal Mercier aan een zijner Vlaamsche priesters. Nooit was de verdrukking der Vlaamschgezinde priesters zoo geweldig als onder de dwingelandij van dezen Waalschen politieker.'

### Eredoctoraten
- Universiteit van Krakau (1918)
- Universiteit van Princeton (1919)
- Harvard-universiteit (1919)

### Belgische eretekens
- Grootkruis Leopoldsorde[4]
- Burgerlijk Kruis 1ste Klasse 1914-1918
- Regeringsmedaille van koning Leopold I

### Vaticaanse eretekens
- Silvesterorde
- Kruis Pro Ecclesia et Pontifice

## Ridderorden
- Baljuw Grootkruis van Eer en Devotie Soevereine en Militaire Orde van Malta
- Orde van het Heilig Graf
- Grootkruis Orde van St. Maurice en St. Lazarus Italië

### Buitenlandse eretekens
- Orde van de Eiken Kroon Luxemburg
- Orde van de Dubbele Draak China
- Orde van de Witte Adelaar Polen
- Orde van de Rijzende Zon Japan
- Legioen van Eer Frankrijk
- Christus Orde Portugal
- St. Anna Orde Rusland
- Carol I Orde Roemenië
- Orde van de Zon Peru
- Karel III Orde Spanje
- Solidariteitsereteken 2de Klasse Panama
- Ereteken van het Rode Kruis Roemenië
- Medaille van het Rode Kruis Verenigde Staten

## Oeuvre
- Cours de philosophie, I: Logique (1894, 1922), II: Métaphysique générale ou Ontologie (1894, 1923), III: Psychologie (1892, 1923), IV: Critériologie générale ou Théorie générale de la certitude (1899, 1923)
- Les origines de la psychologie contemporaine (1897, 1925)
- Traité élémentaire de philosophie à l'usage des classes (1905, 71925; m. M. de Wulf en D. Nys)
- Le modernisme (1909)
- Œuvres pastorales (7 dln., 1911–1929)
- La corr. de S.E. le card. Mercier avec le Gouvernement Général pendant l'occupation 1914–1918, uitg. d. F. Mayence (1919).